# Синцов, Антон Сергеевич
Антон Сергеевич Синцов (род. 3 февраля 1985 года) — российский велогонщик, специализирующийся в маунтинбайке, участник Олимпиады 2016 года.

## Карьера
Тренируется в ВДЮСШ «Импульс» (Ижевск).
До 2011 года выступал на соревнованиях по шоссейным гонкам. В 2007 году выиграл Trofeo Tosco-Umbro. В 2008 году был победителем Gara Ciclistica Milionaria и занял второе место в Gara Ciclistica Milionaria. В 2010 году был третьим в Gara Ciclistica Montappone.
Чемпион России (2014, 2017, 2022), серебряный (2016) и бронзовый (2013) призёр чемпионатов России.
Бронзовый призёр этапа Кубка мира по кросс-кантри 2017 в Ленцерхайде, Швейцария
На Олимпиаде-2016 был 12-м в кросс-кантри.